# Краснојарски стубови (национални парк)
„Краснојарски стубови“  је национални парк у Русији Краснојарској територији на северозападним огранцима Источног Сајана, који се граничи са Централно-сибирском висоравни. Раније је имао статус резервата и звао се „Резерват Столби“.
Природне границе заштићеног подручја су десне притоке Јенисеја : на североистоку - река Базајка, на југу и југозападу - реке Мана и Болшаја Слизнева. Са североистока, "Стубови" се граниче са градом Краснојарск.
Добио је статус резервата 1925. године на иницијативу становника града Краснојарска да се очувају природни комплекси око живописних стена - остатака сијенита. Уредбом Владе Руске Федерације од 28. новембра 2019. године је трансформисан у Национални парк Краснојарски стубови. Тренутно је његова површина 48.066 хектара.
Уврштен на Унескову листу светске баштине. Члан је Удружења резервата и националних паркова Алтајско-Сајанског екорегиона.
Постоје три стеновита региона:
- Округ Такмаковски се налази у долини реке Базаика, у подножју масива Такмак. У овој области су стене Кинеског зида, Јермак, Бородок, Сторожевој, Мали Беркут, као и масиви Такмак и Воробушки.
- "Централни стубови" - подручје величине приближно 5x10 км, које се налази 5 км од границе националног парка. Овде се налазе јединствене стене Деда, Унук, Бабка, Унука, Перје, Лавље капије, као и стубови од I до IV и многи други. Најпопуларнији пролази до врха литице имају своја имена - " Плави калемови ", " Димњак ". Столбисти кажу да су пре револуције 1917. бољшевици написали реч „Слобода” на највећој стени (Стуб II) (сада је периодично ажурирају ентузијасти), а због тешкоће изласка на врх, чувари закон није могао избрисати овај натпис.
- "Дивљи стубови" - удаљене стене: Манскаја зид, Манска баба, као и стене које се налазе у тампон зони (затворен за слободан приступ): Дивљак, Тврђава, Лешинари, Колапси итд.

## Флора и фауна
Флора националног парка обухвата око 740 васкуларних биљака и 260 врста маховине. Преовлађује јелова тајга, типична за средње планине Источног Сајана .
На територији Краснојарских стубова идентификовано је 290 врста кичмењака. Фауна има изражен тајга изглед ( веверица, шумска волухарица, самур, мошус, итд.) са укључивањем шумско-степских врста (сибирски срндаћ, степски јур, дугорепа веверица, итд.).
Врсте наведене у Црвеној књизи Русије :
- Биљке: луковичаста калипса, корен мајске палме, цвет гнезда, орхидеја, перјаница итд .
- Птице: орао, степски соко итд.

## Клима
Национални парк се налази у зони умерене климе . У јануару је просечна температура -17,6 °C, у јулу - 16,2 °C. Просечна годишња количина падавина је 686 мм. Вегетација траје 138 дана.
| Клима Краснојарск (у близини насеља) | Клима Краснојарск (у близини насеља) | Клима Краснојарск (у близини насеља) | Клима Краснојарск (у близини насеља) | Клима Краснојарск (у близини насеља) | Клима Краснојарск (у близини насеља) | Клима Краснојарск (у близини насеља) | Клима Краснојарск (у близини насеља) | Клима Краснојарск (у близини насеља) | Клима Краснојарск (у близини насеља) | Клима Краснојарск (у близини насеља) | Клима Краснојарск (у близини насеља) | Клима Краснојарск (у близини насеља) | Клима Краснојарск (у близини насеља) |
| Показатељ \ Месец                    | .Јан.                                | .Феб.                                | .Мар.                                | .Апр.                                | .Мај.                                | .Јун.                                | .Јул.                                | .Авг.                                | .Сеп.                                | .Окт.                                | .Нов.                                | .Дец.                                | .Год.                                |
| ------------------------------------ | ------------------------------------ | ------------------------------------ | ------------------------------------ | ------------------------------------ | ------------------------------------ | ------------------------------------ | ------------------------------------ | ------------------------------------ | ------------------------------------ | ------------------------------------ | ------------------------------------ | ------------------------------------ | ------------------------------------ |
| Апсолутни максимум, °C (°F)          | 6,0 (42,8)                           | 8,5 (47,3)                           | 18,5 (65,3)                          | 31,4 (88,5)                          | 34,0 (93,2)                          | 34,8 (94,6)                          | 36,4 (97,5)                          | 35,1 (95,2)                          | 31,3 (88,3)                          | 24,5 (76,1)                          | 13,6 (56,5)                          | 8,6 (47,5)                           | 36,4 (97,5)                          |
| Максимум, °C (°F)                    | −11,6 (11,1)                         | −7,5 (18,5)                          | 0,7 (33,3)                           | 9,3 (48,7)                           | 17,1 (62,8)                          | 23,5 (74,3)                          | 25,2 (77,4)                          | 22,2 (72)                            | 14,6 (58,3)                          | 6,7 (44,1)                           | −3,6 (25,5)                          | −9,3 (15,3)                          | 7,3 (45,1)                           |
| Просек, °C (°F)                      | −15,6 (3,9)                          | −12,3 (9,9)                          | −4,9 (23,2)                          | 3,4 (38,1)                           | 10,4 (50,7)                          | 16,9 (62,4)                          | 19,1 (66,4)                          | 16,1 (61)                            | 9,1 (48,4)                           | 2,3 (36,1)                           | −7,3 (18,9)                          | −13,2 (8,2)                          | 2,0 (35,6)                           |
| Минимум, °C (°F)                     | −19,2 (−2,6)                         | −16,3 (2,7)                          | −9,4 (15,1)                          | −1,4 (29,5)                          | 4,7 (40,5)                           | 11,1 (52)                            | 13,7 (56,7)                          | 11,2 (52,2)                          | 5,0 (41)                             | −1,3 (29,7)                          | −10,7 (12,7)                         | −16,9 (1,6)                          | −2,5 (27,5)                          |
| Апсолутни минимум, °C (°F)           | −52,8 (−63)                          | −41,6 (−42,9)                        | −38,7 (−37,7)                        | −25,7 (−14,3)                        | −11,2 (11,8)                         | −3,6 (25,5)                          | 3,3 (37,9)                           | −1,0 (30,2)                          | −9,6 (14,7)                          | −25,1 (−13,2)                        | −42,3 (−44,1)                        | −47,0 (−52,6)                        | −52,8 (−63)                          |
| Количина падавина, mm (in)           | 17 (0,67)                            | 15 (0,59)                            | 19 (0,75)                            | 29 (1,14)                            | 48 (1,89)                            | 66 (2,6)                             | 70 (2,76)                            | 76 (2,99)                            | 55 (2,17)                            | 42 (1,65)                            | 39 (1,54)                            | 31 (1,22)                            | 507 (19,96)                          |
| Дани са кишом                        | 0,3                                  | 0,4                                  | 2                                    | 9                                    | 17                                   | 19                                   | 18                                   | 18                                   | 19                                   | 13                                   | 4                                    | 0,3                                  | 120                                  |
| Дани са снегом                       | 24                                   | 21                                   | 17                                   | 14                                   | 4                                    | 0,1                                  | 0                                    | 0,03                                 | 2                                    | 14                                   | 23                                   | 25                                   | 144                                  |
| Релативна влажност, %                | 73                                   | 70                                   | 64                                   | 58                                   | 54                                   | 64                                   | 72                                   | 76                                   | 75                                   | 71                                   | 74                                   | 73                                   | 69                                   |
| Сунчани сати — месечни просек        | 63                                   | 100                                  | 171                                  | 216                                  | 251                                  | 280                                  | 281                                  | 237                                  | 160                                  | 111                                  | 58                                   | 41                                   | 1.969                                |
| Извор #1:                            |                                      |                                      |                                      |                                      |                                      |                                      |                                      |                                      |                                      |                                      |                                      |                                      |                                      |
| Извор #2: NOAA (sun only 1961–1990)  |                                      |                                      |                                      |                                      |                                      |                                      |                                      |                                      |                                      |                                      |                                      |                                      |                                      |

## Историја
1720−1727. - "Стубове" је посетио Д. Г. Месершмит. Током седмогодишњег истраживања Сибира, три пута се заустављао у Краснојарску.
1733−1734. - "Стубове" је посетио Витус Беринг.
1735. - "Стубове" су посетили чланови копненог одреда Друге камчатске експедиције, академик И. Г. Гмелин и његов помоћник С. П. Крашенинников .
1771−1773. - "Стубове" посетио је истраживач Сибира, професор природне историје П. С. Палас. У Краснојарску је провео око годину дана радећи на монографијама „Путовање по различитим покрајинама Руске империје“, „Опис биљака руске државе“, „Руско-азијска зоогеографија“.
Тридесетих година 19. века, са почетком златне грознице у Сибиру, злато се копало и на Стубовима.
1833. - попис крзна добијеног у Стубовима : 67 самуља, 43 лисице и до хиљаду кожа других животиња.
1870−1880.- наставник Краснојарске гимназије И. Т. Савенков води школске екскурзије до "Стубова" и прави топографску скицу околине Краснојарска, која ће касније постати полазна тачка за све геологе почетнике у Сибиру. Године 1886. објавио је рад о геолошкој грађи околине Краснојарска.
30. јун 1925. - Јенисејски покрајински извршни комитет је својим декретом прогласио ово подручје резерватом под називом „Стубови“  .
Од краја 1940-их до почетка 21. века објављено је 16 зборника научних радова. Проучава се утицај загађења атмосфере и рекреативног коришћења на екосистеме тајге. Један од истраживача „Стубова“ био је И. Ф. Бељак, аутор више књига о резервату  .
2000. - "Живи кутак" резервата "Столби" постао је основа зоолошког врта " Роев Рухеи ".

## Спољаше везе
- https://kras-stolby.ru/
- http://национальныйатлас.рф/cd1/244.html Архивирано на веб-сајту  (30. мај 2023)
- https://web.archive.org/web/20121106121720/http://roskult.ru/atlas/object/720
- http://www.stolby.ru/ Архивирано на веб-сајту  (13. август 2009)
- http://government.ru/docs/38510/